# 番場の忠太郎
『番場の忠太郎』（ばんばのちゅうたろう）は、日本の歌手・氷川きよしの7枚目（KIYOSHI名義を含めると8枚目）のシングルである。2004年（平成16年）7月7日発売。発売元はコロムビアミュージックエンタテインメント（現・日本コロムビア）。

## 概要
- 第46回日本レコード大賞金賞受賞。
- 第55回NHK紅白歌合戦にて歌唱。

## 収録曲
1. 番場の忠太郎 (5:24)
作詞：松井由利夫、作曲：水森英夫、編曲：伊戸のりお
2. 人情取手宿 (4:31)
作詞：松井由利夫、作曲：水森英夫、編曲：伊戸のりお
3. 番場の忠太郎（オリジナル・カラオケ） (5:24)
4. 人情取手宿（オリジナル・カラオケ） (4:31)
5. 番場の忠太郎（半音下げオリジナル・カラオケ） (5:22)

## 収録アルバム

### 番場の忠太郎
- オリジナル『氷川きよし 演歌名曲コレクション4 番場の忠太郎』（2004年9月1日）
- オムニバス『ベストヒット歌謡年鑑』（2004年12月8日）

### 人情取手宿
- オリジナル『氷川きよし 演歌名曲コレクション4 番場の忠太郎』（2004年9月1日）